# Ramlösa (varumärke)

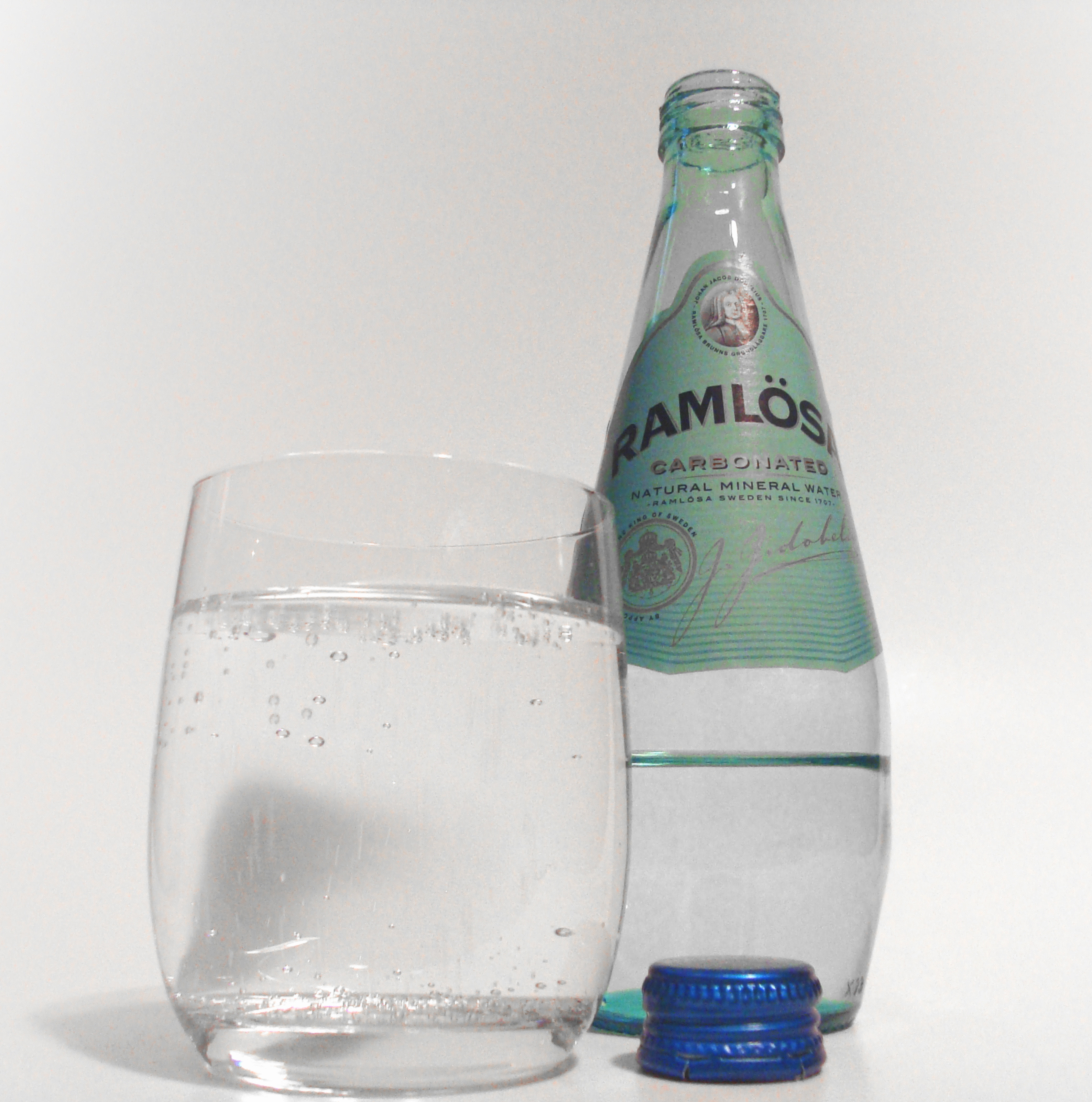
Ramlösas äldre exportflaska.

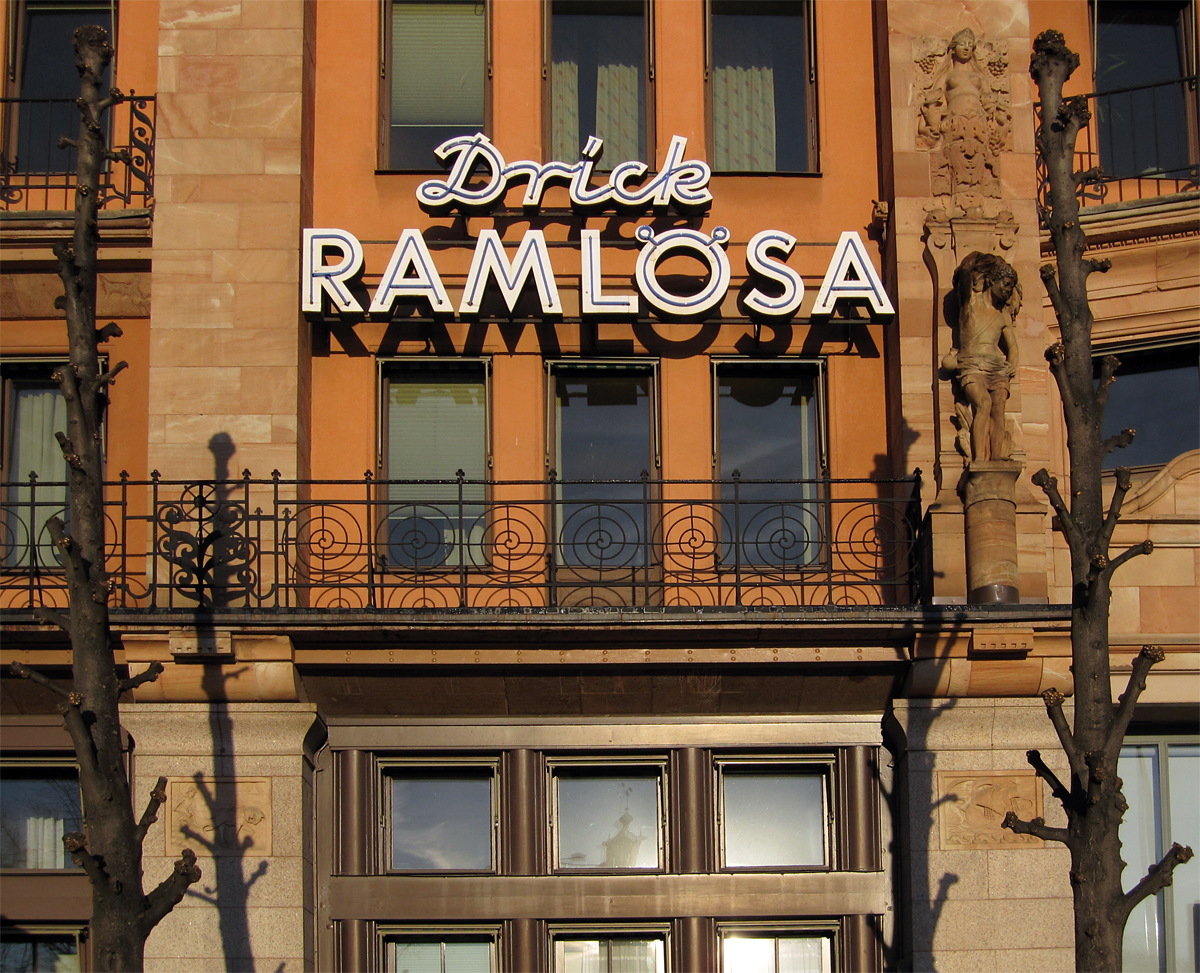
Neonreklam för Ramlösa på Centralpalatset i Stockholm.

Ramlösa (uttal: [’ramløːsa], det vill säga som "rammlösa") är ett varumärke som tillhör  Carlsberg Sverige AB, en del av den danska bryggerikoncernen Carlsberg. Varumärket används för mineralvatten från två källor i Ramlösa hälsobrunn, varav det mest kända är det från den alkaliska källan. Fram till 1999 bedrevs verksamheten i företaget AB Ramlösa Hälsobrunn.

## Historik

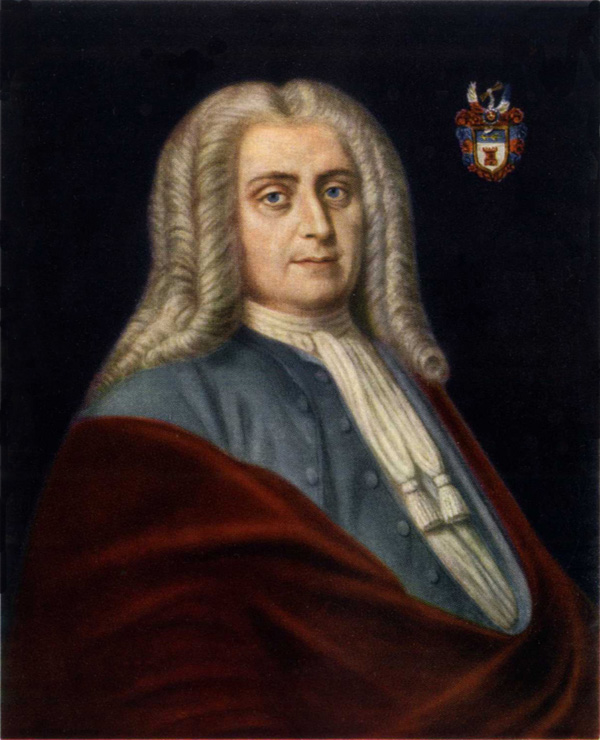
Johan Jacob Döbelius.

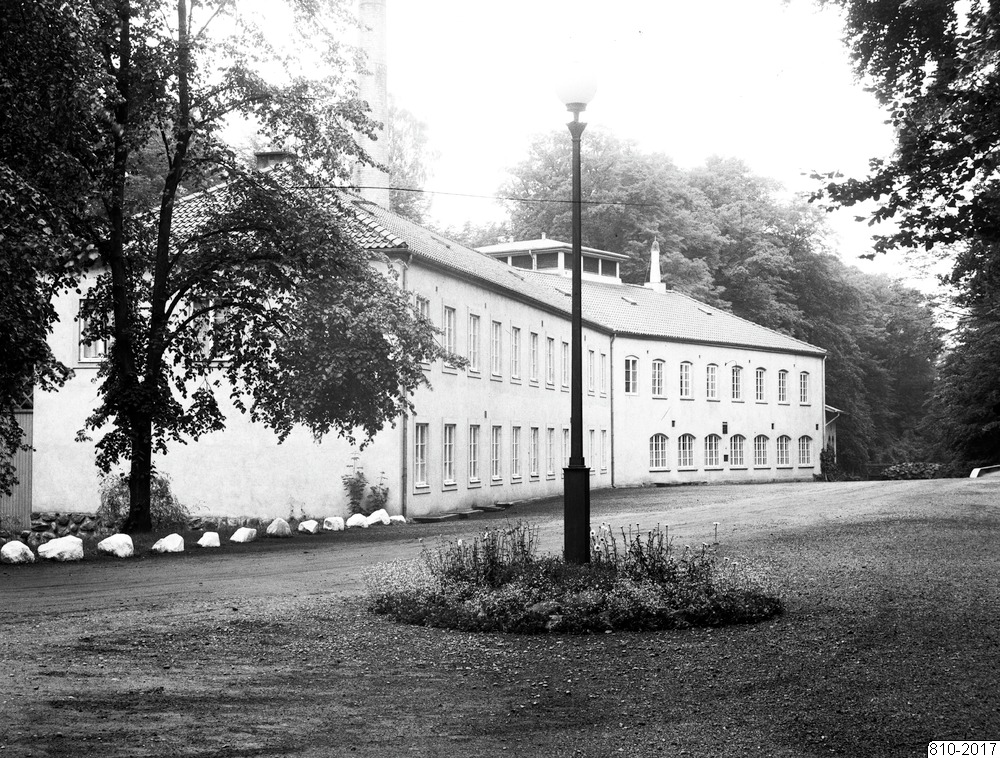
Ramlösa vattenfabrik 1935.

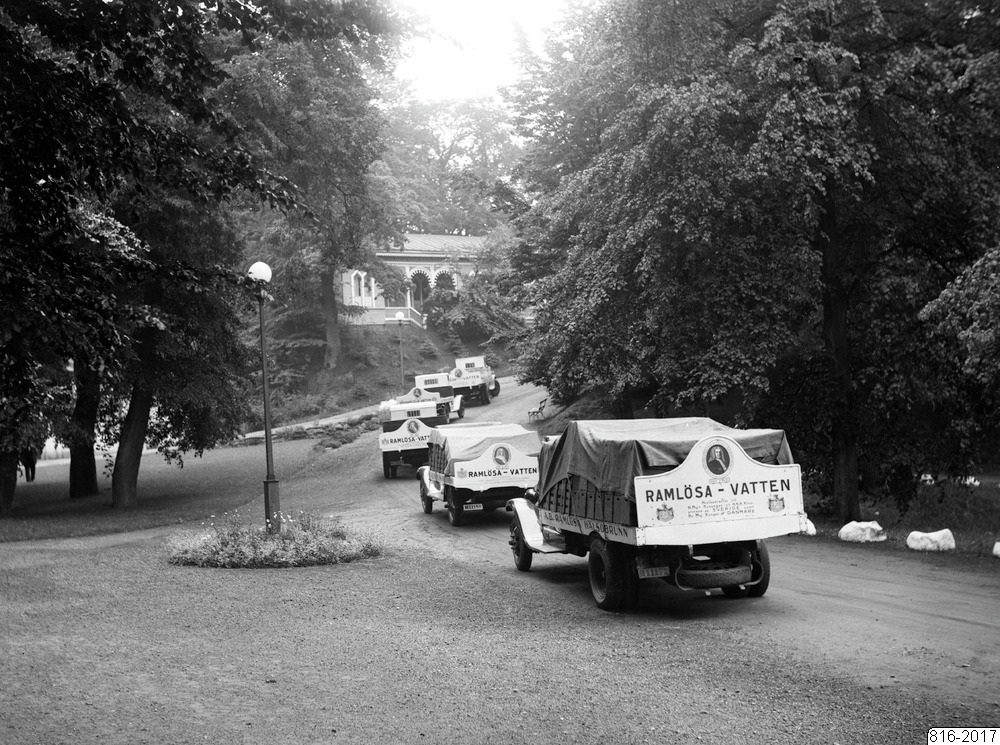
Lastbilar lastade med Ramlösavatten i Ramlösadalen.

### Det första aktiebolaget
Dagens Ramlösa Hälsobrunn har sina rötter i det gamla aktiebolaget som bildades 1798 vid Ramlösa hälsobrunn som grundats den 17 juni 1707 av Johan Jacob Döbelius vid den gamla järnkällan i Ramlösadalen. Ramlösa hälsobrunn hade en blomstringstid under brunnsintendenten Eberhard Rosenblad från dennes tillträdande 1760, fram till dennes död 1796. Under denna tid ökade besökarantalet kraftigt och man försökte från brunnsinrättningens håll köpa in mark i anknytning till källan så att man där skulle kunna bygga ett nytt hotell med plats för 200 gäster. Det var dock inga av de angränsande gårdarna som ville sälja, eftersom de då skulle förlora intäkter från brunnsgäster som hyrde in sig över sommaren. För att ta vara på den popularitet brunnen uppnått bildade man ett aktiebolag för att skaffa kapital till anläggningarnas underhåll. De första ägarna bestod till största delen av skånsk jordägaradel, men även av läkare och köpmän. Den första direktionen bestod av landshövding Gustaf Fredrik von Rosen, generalmajor Bror Cederström, statssekreterare Christoffer Bogislaus Zibet, handelsmännen Carl Magnus Tönningh och Carl Magnus Nordlindh, dåvarande brunnsläkaren Pehr Unge och friherre Rutger Macklean.
Samma år skickade man en förfrågan till dåvarande kungen, Gustav IV Adolf, för att på detta sätt kunna få förvärva ny mark. Kungen inte bara beviljade köpet, utan lät också ta fram en plan för brunnens utbyggnad och von Rosén lyckades därmed genom staten köpa in ett halvt frälsehemman i Köpinge by åt brunnen. År 1801 fick brunnen sina första kungliga privilegier som stadgade att man hade rätt att ta betalt för vattnet från brunnsgästerna. Avgiften till brunnshuset var för folk 1 riksdaler. Förmögnare folk fick betala 2 riksdaler och allmogen 24 skilling. Åt präst, klockare och brunnsmästare betalades efter godtycke. Däremot skulle fattiga fortfarande få dricka av vattnet gratis.

### Den alkaliska källan upptäcks
I slutet av 1800-talet borrades efter kol och lera i området kring brunnsparken, men istället stötte man på stora mängder vatten, vilket gjorde att man avbröt borrandet. Samtidigt hade den dåvarande brunnsintendenten vid Ramlösa, doktor Claus, problem med pannsten i sina ångpannor. På förslag av VD:n, friherre Uggla, försökte man med att ersätta bäcksvattnet med vatten från borrhålet och till stor förtjusning försvann pannstenen. Detta gjorde att man lät analysera vattnet och resultaten visade att det var mycket rent och rikt på mineraler, i klass med det bästa tyska hälsovattnet, Apollinaris, från Bad Neuenahr.
Det dröjde dock till 1900-talets början innan man startade en fabrik för att buteljera vattnet. Den första fabriken byggdes 1912 och låg i anknytning till badhuset i brunnsparken. Försäljningen gick till en början trögt, men 1914 tog den fart och försäljningen ökade med 50 procent. Samtidigt kom rykten om att den ursprungliga källan höll på att sina, vilket den också såg ut att göra, och man försökte från ledningens sida att tysta ner det hela. Vid närmare undersökning visade det sig dock att det var rören som hade slammat igen och man löste detta genom att installera nya rör. I samband med detta borrade man på fler ställen och fann då ännu en källa med bättre vattenkvalitet än den gamla.

### Vattenförsäljningen ökar
Under 1920-talet blev inkomsterna från vattenfabriken större än de från den traditionella brunnsrörelsen. Grunden till detta låg i att man i samhället nu fått bättre vårdinrättningar som så småningom konkurrerade ut hälsobrunnarnas verksamhet. På 1930-talet fortsatte försäljningen av det buteljerade vattnet att öka. Nu hade man breddat sin marknad till utlandet och förutom Danmark, där Ramlösa varit känt sedan länge, exporterades vattnet till Finland, Storbritannien, Nederländerna, Frankrike, Mesopotamien, Turkiet, Syrien, Brittiska Palestinamandatet och Egypten. Nu hade den gamla brunnsrörelsen till slut blivit en ekonomisk belastning för företaget och behölls mest av traditionella skäl.
Försäljningen sjönk av naturliga skäl under andra världskriget och istället användes flera av brunnsparkens byggnader som flyktinganläggningar för de judar som flydde Danmark under de utökade förföljelserna, som startat 1943. Den 9 april 1945 anlände sedan frisläppta fångar från de tyska koncentrationslägren med Folke Bernadottes vita bussar till Helsingborg och många av dessa togs emot vid Ramlösa brunn.

### Fortsatt expansion och kurortsverksamheten läggs ner
När det åter blev fred steg omsättningen för vattenfabriken kraftigt, vilket ledde till att man blev tvungen att bygga ut fabriken vid två tillfällen, för att till slut flytta till en helt ny fabrik i Ättekulla Industriområde 1973 dit vattnet forslades genom en underjordisk pipeline. Samma år lades kurortsverksamheten till slut ner vid hälsobrunnen. Det året hade brunnslasarettet 66 inlagda patienter. AB Ramlösa Hälsobrunn upphörde som eget bolag 1999 och verksamheten ingår sedan 2001 i den danska bryggerikoncernen Carlsberg Breweries. Tidigare har AB Ramlösa Hälsobrunn ägts av bland annat bryggeriföretaget AB Consol (från 1943), Volvo (från 1982) och Orkla (1995 till 2001). Vid anläggningen buteljeras årligen över 80 miljoner liter vatten varav tio procent exporteras till flera olika länder, bland andra USA, Ryssland, Frankrike och Saudiarabien. Den största exportmarknaden är Danmark.

### Bildgalleri

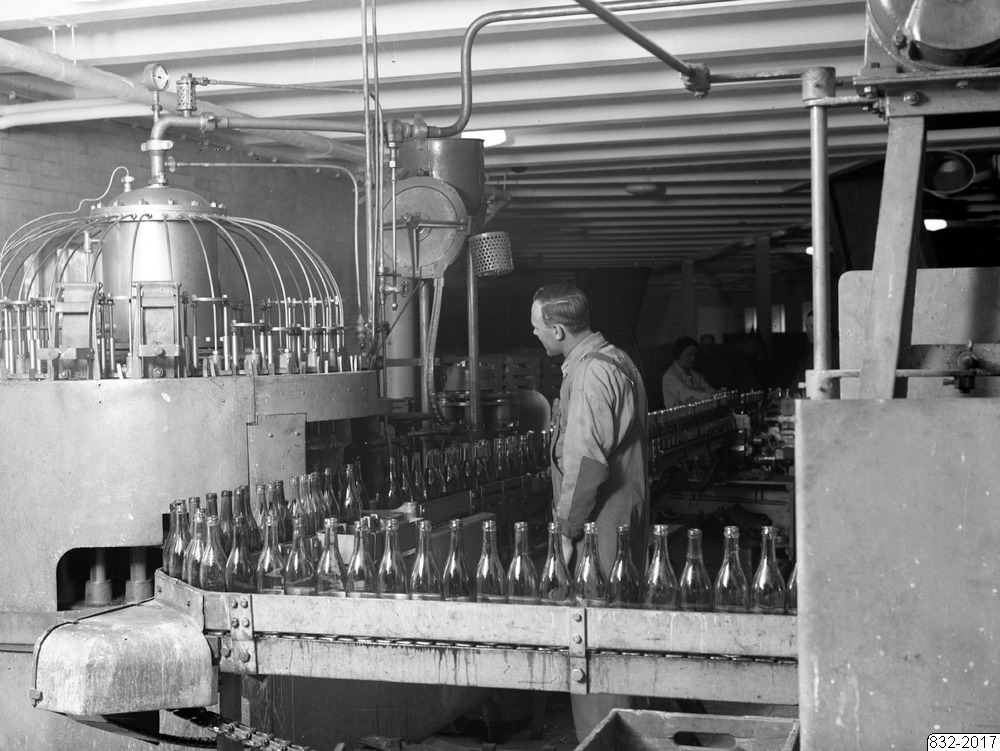
Buteljering av Ramlösavatten 1935.
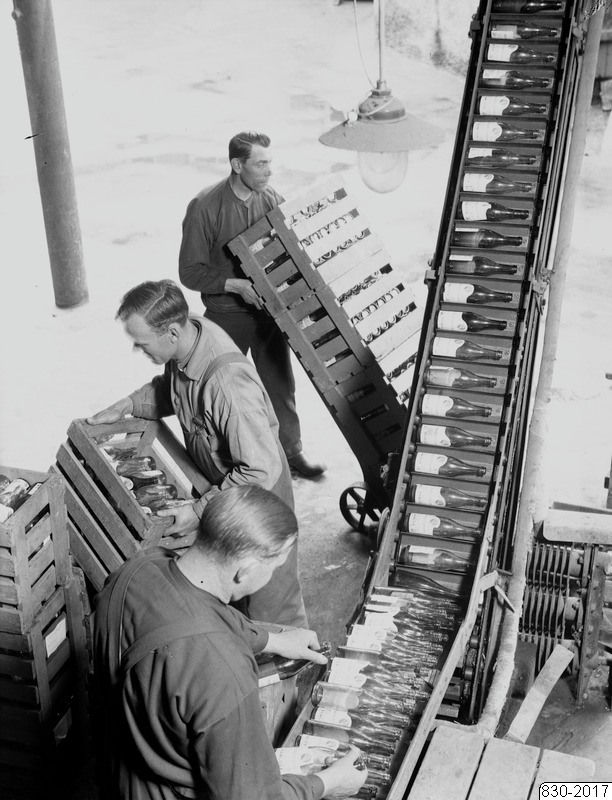
Packning av Ramlösavatten 1935.
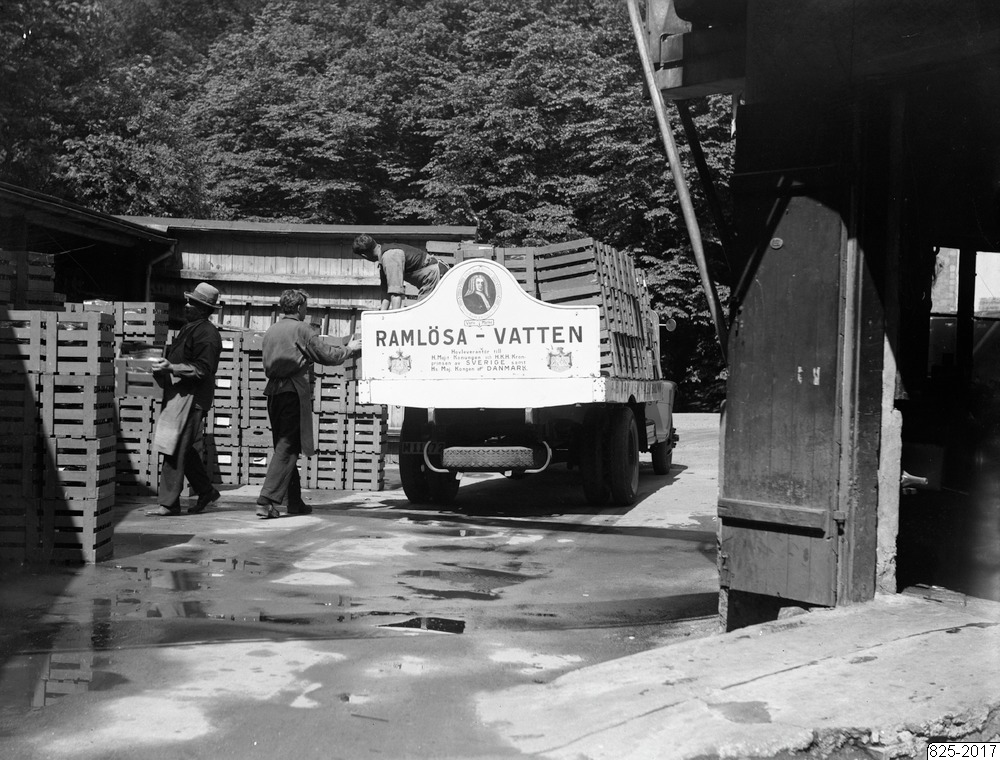
Lastning av Ramlösavatten 1935.
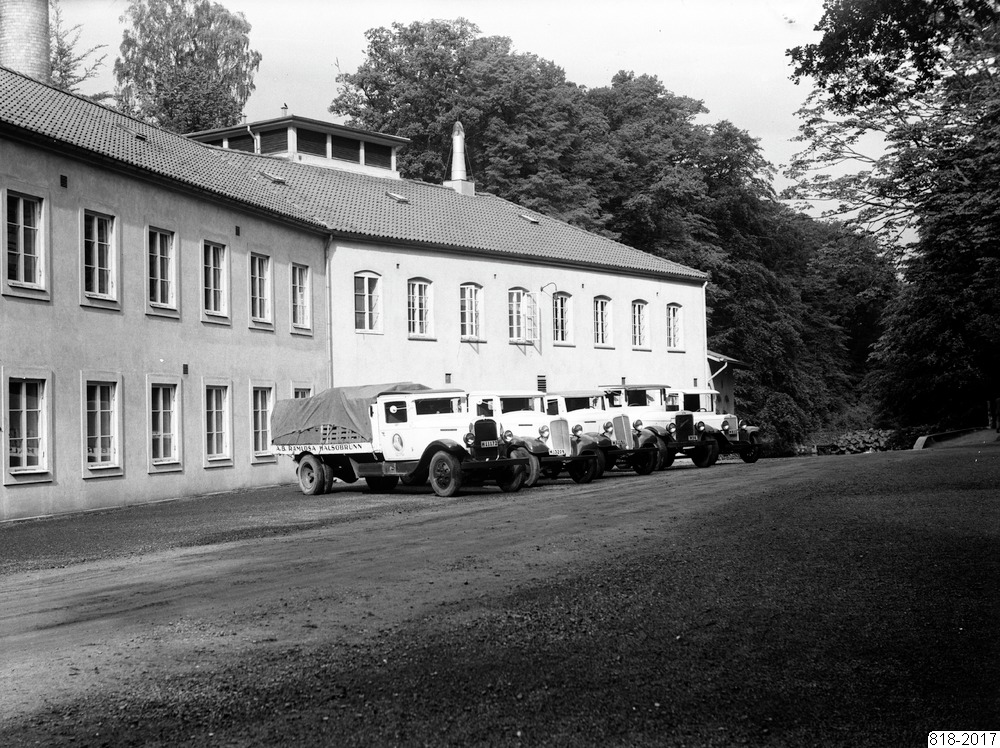
Ramlösa vattenfabrik med företagets lastbilsflotta framför.

## Vattnet
Det vatten som idag buteljeras från Ramlösa hälsobrunn kommer från två källor, dels från den alkaliska källan som påträffades i slutet av 1800-talet, vilket var det första som buteljerades, och dels från den så kallade Jacobs källa, som har sin grund i den ursprungliga källan från 1707. Vattnet från båda källorna klassas av livsmedelsverket som naturligt mineralvatten. Vattnet från den alkaliska källan innehåller dock höga halter av fluor, som kan ge missfärgningar på barns mjölktänder, och även höga halter av natrium, vilket kan höja blodtrycket. Den övervägande största delen av natriumet kommer dock i form av Natriumvätekarbonat (bikarbonat) och endast en mindre del från Natriumklorid (koksalt). Natriumvätekarbonat har inte visat sig påverka blodtrycket negativt, utan kan istället minska risken för hjärtsjukdomar och sänka LDL-kolesterolet. Vattnet från Jacobs källa innehåller mycket mindre mängder natrium och fluor och har högre halter kalcium och magnesium. Som naturligt mineralvatten får inga av de naturligt förekommande kemiska ämnena tas bort och de får därför innehålla högre halter av vissa ämnen än vanligt dricksvatten.

## Sortiment
Mellan 1995 och 2006 nästan fördubblades den svenska årskonsumtionen för buteljerat vatten per person och särskilt var det omsättningen på smaksatt vatten som ökade. Länge fanns det dock ett motstånd inom Ramlösa att satsa på smaksatt vatten och man hade endast en citrussmak som alternativ. Men när man märkte att man förlorade marknadsandelar till främst Loka, som satsat kraftigt på smaksatt bordsvatten, började man till slut tillverka olika varianter av vattnet. Dock var det då för sent och man hade redan förlorat sin ledande marknadsställning. För att återfå ledningen inom buteljerat vatten har Carlsberg satsat stort på att utveckla olika smaker och varianter av Ramlösa. Bland annat har man lanserat Ramlösavatten med mindre kolsyra, ett stort sortiment smaksatt vatten och en ny design på etiketten. Carlsberg äger även varumärket Vichy Nouveau, men kom år 2007 fram till att man endast ville ha ett varumärke på vatten och att det skulle vara Ramlösa. Under en period kunde man därför se flaskor med smaker från Vichy Nouveau, men med Ramlösa på etiketten, då Vichy Nouveau utgjorde ett så kallat undermärke till Ramlösa. Denna strategi har fått mycket kritik från varumärkeskännare då man anser att det endast kan skada Ramlösas varumärke, vilket ofta utses till ett av Sveriges starkaste varumärken.
I mars 2007 lanserades en version av Ramlösa helt utan kolsyra, Ramlösa Stilla, som tappas från Jacobs källa. Med detta vatten är det tänkt att man ska konkurrera med vattenmärken utan kolsyra, bland annat Evian. I augusti 2008 breddade Carlsberg sortimentet ytterligare med Ramlösa Balans, ett så kallat ”funktionellt vatten”, med tillsatser av bland annat vitaminer, vilket dock blev kortlivat. År 2011 byttes den klassiska droppformade exportflaskan i glas ut mot en variant i PET som behöll den grundläggande formen, men med ett mer kristalliknande formspråk. Bytet motiverades bland annat av minskad vikt, vilket ger lägre koldioxidavtryck.  Flaskan utformades av den svenska designbyrån NINE och belönades samma år med utmärkelsen "Best in the show" vid förpackningsbranschens designprisgala Pentawards i New York.

### Nuvarande sortiment

#### Naturligt vatten[33]
- Ramlösa Original – naturligt mineralvatten från den nya källan (Döbelius källa), som tappats sedan 1895. Finns även i premiumflaska.
- Ramlösa Stilla – utan kolsyra, naturligt mineralvatten från den ursprungliga järnkällan från 1707 (Jacobs källa). Finns även i premiumflaska.

#### Smaksatt vatten[33]
- Ramlösa Citrus – vatten från Döbelius källa smaksatt med citron och lime. Finns även i premiumflaska.
- Ramlösa Fläder Lime – vatten från Döbelius källa smaksatt med fläder och lime
- Ramlösa Granatäpple – vatten från Döbelius källa smaksatt med granatäpple
- Ramlösa Päron – vatten från Döbelius källa smaksatt med päron
- Ramlösa Mango – vatten från Jacobs källa smaksatt med mango
- Ramlösa Persika Apelsin – vatten från Jacobs källa smaksatt med persika och apelsin
- Ramlösa Ananas – vatten från Döbelius källa smaksatt med ananas
- Ramlösa Hallon Äpple - vatten från Jacobs källa, smaksatt med hallon och äpple
- Ramlösa Grönt Äpple - vatten från Jacobs källa, smaksatt med äpple

### Tidigare sortiment
- Ramlösa Vattenmelon – smak av vattenmelon
- Ramlösa Blåbär – smak av blåbär
- Ramlösa Blodgrape & Apelsin – smak av grapefrukt och apelsin
- Ramlösa Jordgubb & Lime – smak av jordgubbar och lime
- Ramlösa Kaktus – smak av kaktus
- Ramlösa Key Lime Ananas – smak av lime och ananas samt mindre kolsyra
- Ramlösa Kiwi – smak av kiwi
- Ramlösa Lime & Citron – smak av lime och citron
- Ramlösa Lingon & Lime – smak av lingon och lime
- Ramlösa Passion - smak av passionsfrukt
- Ramlösa PearDrop – smak av päron
- Ramlösa Persimon & Grape - smak av persimon och grapefrukt
- Ramlösa Premium Mango, Guava & Mynta - smak av mango, guava och mynta, förpackad i premiumflaskan
- Ramlösa Premium Citron, Mandel & Vanilj - smak av citron, mandel och vanilj, förpackad i premiumflaskan
- Ramlösa Päron & Citrongräs – smak av päron och citrongräs
- Ramlösa Päron & Citronmeliss - smak av päron och citronmeliss
- Ramlösa Rabarber – smak av rabarber
- Ramlösa Rabarber Jordgubb – smak av rabarber och jordgubbar
- Ramlösa Rött Päron – smak av rött päron
- Ramlösa Röd Citrus – smak av blodgrapefrukt och mandarin
- Ramlösa Sicilian Lemon+Raspberry – smak av citron och hallon samt mindre kolsyra
- Ramlösa Skogshallon – smak av hallon
- Ramlösa Svarta vinbär – smak av svarta vinbär
- Ramlösa Äpple – smak av äpple
- Ramlösa Balans - med tillsatt sötningskoncentrat från päron, äppelsyra, samt extrakt från acai och fläderbär
- Ramlösa Vitamin - med tillsatt sötningskoncentrat från päron,  äppelsyra, samt extrakt från acerolajuice och gojibär, färgat med betakaroten
- Ramlösa Fokus - med tillsatt sötningskoncentrat från päron,  äppelsyra, koffein från gröna kaffebönor, koncentrat från svart morot, karamelliserat äpple och fläderbär, samt extrakt från ginseng och gröna kaffebönor